# كان ويبر
كان ويبر (بالإنجليزية: Kane Webber)‏ هو لاعب غولف أمريكي، ولد في 6 يوليو 1980 في ليزمور في أستراليا.

## وصلات خارجية
- كان ويبر على موقع رابطة أوروبا للاعبي الغولف المحترفين (الإنجليزية)
- كان ويبر على موقع رابطة اليابان للاعبي الغولف المحترفين (الإنجليزية)
- كان ويبر على موقع التصنيف العالمي الرسمي للغولف (الإنجليزية)